# Richard Kiley
Richard Paul Kiley (* 31. März 1922 in Chicago, Illinois; † 5. März 1999 in Warwick, New York) war ein US-amerikanischer Film- und Theaterschauspieler.

## Leben
Richard Kiley, der in einem römisch-katholischen Elternhaus aufwuchs, besuchte die Barnum Dramatic School und begann seine Karriere in einigen in Chicago zur Aufführung gebrachten Theaterstücken. Wie viele andere Männer seiner Generation wurde Kiley im Zweiten Weltkrieg zum Wehrdienst eingezogen; 1947 zog er dann nach New York und übernahm erste kleinere Theaterrollen.
Doch es sollte sechs Jahre dauern, bis er 1953 sein Broadway-Debüt in George Bernard Shaws Misalliance feiern konnte. Diese Produktion wurde ein voller Erfolg, und er selbst wurde für seine Mitwirkung mit dem Theatre World Award ausgezeichnet. Er verbrachte die kommenden zwei Jahrzehnte viel Zeit auf der Theaterbühne. Im Lauf der Zeit gewann er zweimal den Tony Award in der Kategorie Bester Hauptdarsteller in einem Musical: 1959 für Redhead und 1966 für seine wohl berühmteste Bühnenrolle als Don Quijote in der Uraufführung von Der Mann von La Mancha. Dadurch wurde er auch der erste Interpret des berühmten Liedes The Impossible Dream (The Quest) aus Der Mann von La Mancha. Kritiker schätzten seine große Vielseitigkeit, er beherrschte sowohl klassische als auch zeitgenössische Stoffe, dramatische wie komödiantisch-musikalisch angelegte Rollen. Kiley blieb eine feste Größe auf amerikanischen Theaterbühnen, bis er sich in den 1990er-Jahren aus gesundheitlichen Gründen ausschließlich auf Film- und Fernsehrollen konzentrierte.
Bereits in den 1950er-Jahren war Kiley in diversen Fernsehserien und seinen ersten Hollywood-Filmen zu sehen. Zu seinen bekannteren frühen Filmrollen zählen ein kommunistischer Spion in Samuel Fullers Film noir Polizei greift ein (1953), ein überforderter Lehrer in Die Saat der Gewalt (1955) und ein heldenhafter Anwalt im Kampf gegen ein Glückspielkartell im Thriller Eine Stadt geht durch die Hölle (1955). Ein großer Durchbruch zum Hollywood-Star gelang ihm trotz starker Darstellungen nicht, und zwischen Ende der 1950er- und Mitte der 1970er-Jahre war er nur noch selten im Kino zu sehen. 1974 gab er eine eindrucksvolle Darstellung als Pilot in Stanley Donens Literaturverfilmung Der kleine Prinz, nachdem zuvor Frank Sinatra die Rolle des Piloten abgelehnt hatte. In späteren Jahren sah man ihn bis zu seinem Tod in Filmen wie Endlose Liebe (1981) oder Patch Adams (1998) in Nebenrollen.
Im Fernsehen wurde Kiley im fortgeschrittenen Alter ein gefragter Charakterdarsteller. Er stand er für die legendäre Miniserie Die Dornenvögel vor der Kamera und wurde 1984 für seine Darstellung des Paddy Cleary in dieser Serie mit dem Golden Globe Award sowie seinem ersten Emmy Award ausgezeichnet. Für seine Hauptrolle als Familienpatriarch in der Serie Ein Schicksalsjahr wurde er Ende der 1980er-Jahre abermals mit Golden Globe und Emmy Award geehrt. In den 1990er Jahren hatte Kiley Gastauftritte in Fernsehserien wie Star Trek: Deep Space Nine, Ally McBeal und Picket Fences. Für seinen Gastauftritt in Picket Fences war sein dritter Emmy Award der Lohn.
Kiley wurde mit seiner Baritonstimme ab den 1980er-Jahren ein vielbeschäftigter Sprecher für Dokumentarfilme, insbesondere Tier- und Naturdokumentationen (etwa denen des National Geographic Channels). Aufgrund dieses Umstandes wurde Kiley von Steven Spielberg für dessen Spielfilm Jurassic Park (1993) verpflichtet, um die Stimme des Tourguides im Dinosaurierpark einzusprechen. Im Film erwähnt die Figur des Milliardärs Hammond stolz, dass er für die Sprecherstimme seiner Parkrundfahrt Richard Kiley gewinnen konnte.
Richard Kiley war zweimal verheiratet. So heiratete er 1948 Mary Bell Wood und war mit ihr bis 1967 verheiratet. 1968 trat er mit Patricia Ferrier vor den Traualtar, mit der er bis zu seinem Tod verheiratet blieb. Er hatte sechs Kinder. Wenige Wochen vor seinem Tod wurde Kiley in die American Theater Hall of Fame aufgenommen. Im März 1999, kurz vor seinem 77. Geburtstag, verstarb er an einer Erkrankung des Knochenmarks.

## Filmografie (Auswahl)

### Kino
- 1951: Die Spur führt zum Hafen (The Mob)
- 1952: Der unsichtbare Schütze (The Sniper)
- 1953: Polizei greift ein (Pickup on South Street)
- 1955: Die Saat der Gewalt (Blackboard Jungle)
- 1955: Eine Stadt geht durch die Hölle (The Phenix City Story)
- 1957: Flamenca – Ein Amerikaner in Spanien (Spanish Affair)
- 1958: The Power of the Resurrection
- 1969: Nacht ohne Zeugen (Pendulum)
- 1974: Der kleine Prinz (The Little Prince)
- 1977: Auf der Suche nach Mr. Goodbar (Looking for Mr. Goodbar)
- 1981: Endlose Liebe (Endless Love)
- 1986: Howard – Ein tierischer Held (Howard the Duck, Sprechrolle)
- 1989: Miami Cops
- 1993: Jurassic Park (Sprechrolle)
- 1993: Das Matthäus-Evangelium (The Visual Bible: Matthew)
- 1996: Phenomenon – Das Unmögliche wird wahr (Phenomenon)
- 1998: Patch Adams
- 2002: Jesus the Christ

### Fernsehen
- 1948–1958: Kraft Television Theatre (16 Folgen)
- 1951–1957: Westinghouse Studio One (11 Folgen)
- 1958/1963: Alfred Hitchcock Presents (2 Folgen)
- 1961–1964: Preston & Preston (The Defenders, 3 Folgen)
- 1964: Das große Abenteuer (The Great Adventure, Folge 1x13)
- 1968–1972: FBI (The F.B.I., 3 Folgen)
- 1969/1972: Night Gallery (2 Folgen)
- 1970: Bonanza (Folge 12x06 Joe in höchster Gefahr)
- 1970/1971: The Name of the Game (2 Folgen)
- 1970–1973: Rauchende Colts (Gunsmoke, Fernsehserie, 4 Folgen)
- 1974: Columbo: Meine Tote – Deine Tote (A Friend in Deed, Fernsehreihe)
- 1974: Cannon (Folge 4x02)
- 1975: Friendly Persuasion (Fernsehfilm)
- 1976: Hawaii Fünf-Null (Hawaii Five-O, Folge 8x20 Die Plantagen-Morde)
- 1977: Mike Andros – Reporter der Großstadt (The Andros Targets, 2 Folgen)
- 1980: Ein Engel auf meiner Schulter (Angel on My Shoulder, Fernsehfilm)
- 1983: Die Dornenvögel (The Thorn Birds, Miniserie, 2 Folgen)
- 1984: George Washington (Miniserie, 3 Folgen)
- 1985: Hotel (Folge 2x10)
- 1985: Die Saat des Bösen (The Bad Seed, Fernsehfilm)
- 1985: A.D. – Anno Domini (A.D., Miniserie, 4 Folgen)
- 1985: Vergesst die Liebe nicht (Do You Remember Love, Fernsehfilm)
- 1986: Rache ist ein süßes Wort (If Tomorrow Comes, Miniserie, 3 Folgen)
- 1987–1988: Ein Schicksalsjahr (A Year in the Life, 22 Folgen)
- 1989: Der Fall Nixon (The Final Days, Fernsehfilm)
- 1990: Rauchende Colts: Der letzte Apache (Gunsmoke: The Last Apache, Fernsehfilm)
- 1991: Gleichheit kennt keine Farbe (Separate But Equal, Miniserie, Folge 1x02)
- 1992: Bradburys Gruselkabinett (The Ray Bradbury Theater, Folge 5x06)
- 1992/1994: Picket Fences – Tatort Gartenzaun (Picket Fences, 2 Folgen)
- 1993: Star Trek: Deep Space Nine (Folge 2x09 Rätselhafte Fenna)
- 1994: Detektiv Hanks – Großes Herz und coole Schnauze (The Cosby Mysteries, Fernsehfilm)
- 1994: Und Freiheit für alle (The Hazel Brannon Smith Story, Fernsehfilm)
- 1995: The Great Defender (8 Folgen)
- 1996: Rockford: Russisches Roulette (The Rockford Files: Punishment and Crime, Fernsehfilm)
- 1997: Ein Abschied für immer? (Time to Say Goodbye?, Fernsehfilm)
- 1998: Ally McBeal (Folge 1x15 Feuchte Küsse)
- 1999: Blue Moon (Fernsehfilm)

## Auszeichnungen
- neun Emmy-Nominierungen, davon dreimal ausgezeichnet
- drei Golden-Globe-Nominierungen, davon zweimal ausgezeichnet